# Булембу Янг Ецес
Футбольний клуб «Булембу Янг Ецес» (англ. Bulembu Young Aces Football Club) — свазілендський футбольний клуб, який базується у місті Булембу.

## Історія
Клуб з півночі країни досяг найбільших своїх успіхів в 80-их роках. В 1980 та 1982 роках клуб клуб переміг у Кубку Свазіленду та декілька разів виступав у Прем'єр-лізі. В даний час команда виступає в третьому дивізіоні.
У 1983 році «Булембу Янг Ецес» дебютував у Кубку володарів кубків КАФ, але поступився в кваліфікаційному раунді Масеру Роверз.

## Досягнення
- Кубок Свазіленду з футболу‎:
  -  Володар (2): 1980, 1982

## Статистика виступів на континентальних турнірах
| Змагання                        | Раунд           | Суперник      | Вдома   | На виїзді |  |
| ------------------------------- | --------------- | ------------- | ------- | --------- |  |
|                                 |                 |               |         |           |  |
| Кубок володарів кубків КАФ 1983 | Кваліфікаційний | Масеру Роверз | 1:2 (П) | 1:1 (Н)   |  |